# Aurach (Ager)
Aurach är ett vattendrag i Österrike.   Det ligger i förbundslandet Oberösterreich, i den centrala delen av landet, 200 kilometer väster om huvudstaden Wien.
Omgivningarna runt Aurach är en mosaik av jordbruksmark och naturlig växtlighet. Runt Aurach är det ganska tätbefolkat, med 70 invånare per kvadratkilometer.